# Adrián del Río
Adrián del Río (Aranjuez, 20 de diciembre de 2002) es un deportista español que compite en piragüismo en la modalidad de aguas tranquilas.
Ganó una medalla de bronce en el Campeonato Mundial de Piragüismo de 2023, en la prueba de K2 500 m. Participó en los Juegos Olímpicos de París 2024, ocupando el cuarto lugar en la misma prueba.

## Palmarés internacional
| Campeonato Mundial | Campeonato Mundial   | Campeonato Mundial | Campeonato Mundial |
| Año                | Lugar                | Medalla            | Competición        |
| ------------------ | -------------------- | ------------------ | ------------------ |
| 2023               | Duisburgo (Alemania) | Medalla de bronce  | K2 500 m           |